# Soopafly
Soopafly (artistnamn för Priest Joseph Brooks), född 1972, är en amerikansk hiphop-producent från Long Beach i Kalifornien. Han har jobbat med artister och producenter som Snoop Dogg, Daz Dillinger, Kurupt, Tha Eastsidaz, Too Short, Crazy Toones och RBX. Är sedan 2006 med i gruppen Westurn Union.

## Diskografi

### Soloalbum
- Bangin Westcoast - 2007
- Dat Whoopty Woop - 2001

### Tillsammans med Westurn Union
- House Shoe Musik, Vol. 1 - 2008